# Rkia Mazrouai
Rkia Mazrouai (en arabe : رقية مزراوي), née le 11 mai 2002 à Amsterdam aux Pays-Bas, est une footballeuse internationale marocaine jouant au poste d'arrière latérale à la Renaissance sportive de Berkane.

## Biographie

### Carrière en club

#### Formation au PSV
Rkia Mazrouai commence à jouer au football dans la rue.
Son père décide de l'inscrire dans un club de la ville d'Eindhoven avec lequel elle apprend les bases de la discipline pendant une période de 6 ans en jouant avec les garçons.
À l'age de 13 ans, elle reste à Eindhoven mais change de club pour aller à Unitas tout en continuant à s'entraîner avec les garçons jusqu'à l'âge maximum autorisé (15 ans).
Elle rejoint ensuite un des plus grands clubs du pays, le PSV Eindhoven où elle poursuit sa formation, puis est transférée en Belgique à KAA La Gantoise, club avec lequel elle fait ses débuts professionnels lors de la saison 2020-2021.

#### Avec La Gantoise (2021-2023)
Rkia Mazrouai inscrit son premier but avec La Gantoise, le 9 novembre 2021 contre l'Eendracht Alost à l'occasion de la 9e journée de la Super League.

#### Saison 2022-2023
Mazraoui entame une nouvelle saison avec les Gantoises.
Le 1er novembre 2022 en Coupe nationale, elle et son équipe sont éliminées au stade des huitièmes de finale aux tirs au but (4-3) par Kontich (club de deuxième division) après un score de trois partout à l'issue de la prolongation.
Le 10 décembre est un jour à oublier pour Rkia Mazrouai qui écope d'un carton rouge quelques minutes après son entrée en jeu en fin de rencontre face au Club Bruges. Son équipe finit par s'incliner dans les derniers instants du match.
Le 19 décembre, Rkia Mazrouai remporte le trophée de la Lionne belge, un prix qui récompense le(la) meilleur(e) joueur(se) d'origine arabe ou berbère évoluant en Belgique.
Après deux saisons et demie passées sous le maillot gantois, Rkia Mazrouai quitte le club le 1er février 2023 pour s'engager au Royal Charleroi.

#### Avec le Sporting Charleroi (2023)
Rkia Mazraoui entame une nouvelle aventure avec le Sporting de Charleroi et dispute son premier match sous ses nouvelles couleurs le 4 février 2023 face au KRC Genk. Match qui se termine sur une victoire de son équipe.
Elle inscrit son premier but sous les couleurs carolorégiennes le 21 mars 2023 contre l'Endracht Alost pour le compte de la 2e journée des play-offs de Super league (victoire de Charleroi, 2-0). A l'issue de la saison, elle aura pris part à 9 matchs au total avec le club de Charleroi.

### Expérience en France avec l'OM (2024)
Après avoir passé une série de test, Rkia Mazrouai tente une expérience en France en s'engageant à l'Olympique de Marseille qui évolue dans la deuxième division. Cependant, elle ne joue pas directement avec l'équipe première. Elle dispute ses premiers matchs avec l'équipe réserve qui évolue en Régional 1 avec une première rencontre contre Monteux Vaucluse en huitième de finale de la Coupe méditerranée. L'OM finit par remporter la compétition en s'imposant en finale le 18 mai 2024 face au Sporting Club de Toulon (3-0). Rkia participe à cette finale.
Elle fait sa première apparition avec l'équipe première le 17 mars 2024 en entrant en jeu face au Mans à la place de Jenny Perret (victoire, 3-2). Très peu utilisée, elle quitte le club à l'issue de la saison.

### Expérience au Maroc avec Berkane (2024-)
Après une expérience en France, Rkia Mazrouai rejoint son pays d'origine le Maroc en s'engageant avec la Renaissance sportive de Berkane fraîchement promue en première division. Le club annonce sa signature le 7 juillet 2024. Elle dispute son premier match officiel sous ses nouvelles couleurs le 29 septembre 2024 dans le cadre de la première journée du championnat contre la Renaissance de Zemamra.

### Carrière internationale
Avant de jouer pour le Maroc, Rkia Mazrouai connait plusieurs sélections en équipes de jeune des Pays-Bas.
Le 22 octobre 2020, elle honore sa première sélection avec l'équipe du Maroc des -20 ans, et dispute deux matchs amicaux.
Rkia Mazrouai, qui fait partie de la même génération que Marwa Hassani ou encore Nesryne El Chad, participe entre autres sous la houlette de Patrick Cordoba à la campagne des qualifications pour la Coupe du monde des -20 ans 2022 à l'issue de laquelle le Maroc se fait sortir par le Sénégal lors de l'avant-dernier tour.
Elle honore sa première sélection avec l'équipe A du Maroc avec à sa tête Reynald Pedros, le 10 juin 2021, à l'occasion d'un match amical contre l'équipe du Mali (victoire 3-0). Elle entre en jeu à la 79e minute, en remplaçant Zaina Bouzerrade.

#### Coupe du monde 2023
Début octobre 2022, elle est convoquée en sélection pour prendre part à un stage à Cadix durant lequel le Maroc affronte la Pologne puis le Canada. Bien que dans le groupe, Rkia Mazrouai ne participe à aucune des deux rencontres,.
Reynald Pedros la convoque aussi pour le stage suivant à Marbella où le Maroc affronte en amical l'Irlande dans une double confrontation amicale les 11 et 14 novembre 2022. Rkia Mazrouai est titularisée lors des deux rencontres. Le premier match, qui se joue à huis clos, se solde par un nul (2-2) tandis que le deuxième se termine sur une victoire irlandaise (4-0).
Elle est sélectionnée en avril 2023 pour prendre part à deux matchs amicaux internationaux contre la Tchéquie et la Roumanie respectivement le 6 avril 2023 à Prague et le 11 avril 2023 à Bucarest. Bien que dans le groupe, Pedros ne lui donne pas de temps de jeu lors des deux rencontres.
Rkia Mazrouai fait partie des 28 joueuses présélectionnées par Reynald Pedros pour disputer la Coupe du monde 2023 en Australie et Nouvelle-Zélande. Après le stage effectué en Autriche, Mazrouai est sélectionnée dans la liste finale des 23 joueuses retenues pour défendre les couleurs marocaines au Mondial.
Après avoir mal débuté contre l'Allemagne (défaite 6-0), le Maroc parvient à remporter une première victoire, contre la Corée du Sud (1-0), puis une deuxième, contre la Colombie (1-0) et réussit à se qualifier pour les huitièmes de finale pour sa première participation, et ce grâce au nul de l'Allemagne contre la Corée. Le parcours des Marocaines prend fin contre les Françaises (4-0). Bien que dans le groupe, Rkia Mazrouai ne fait pas d'entrée en jeu durant la compétition.

#### Coupe d'Afrique 2024
Plus d'un an après sa dernière convocation, Rkia Mazrouai est appelée par Jorge Vilda à disputer deux matchs amicaux contre le Botswana et le Mali respectivement les 28 novembre et 3 décembre 2024. Le Maroc remporte les deux rencontres, 3-1 face au Botswanaises et 1-0 face aux Maliennes. Mazrouai entre en fin de match face au Mali.
Elle figure dans une liste élargie de 34 joueuses qui prennent part à un rassemblement du 25 mai au 4 juin 2025, soit quelques semaines avant la CAN 2024. Toutefois, elle n'est pas retenue par Jorge Vilda pour disputer le tournoi.

## Statistiques

### En club
| Saison                | Club                  | Championnat           | Championnat | Championnat | Coupe(s) nationale(s) | Coupe(s) nationale(s) | Total | Total |
| Saison                | Club                  | Division              | M.          | B.          | M.                    | B.                    | M.    | B.    |
| 2020-2021             | La Gantoise           | Super League          | 21          | 0           | -                     | -                     | 21    | 0     |
| 2021-2022             | La Gantoise           | Super League          | 19          | 1           | -                     | -                     | 19    | 1     |
| 2022-2023             | La Gantoise           | Super League          | 14          | 0           | 2                     | 0                     | 16    | 0     |
| Sous-total            | Sous-total            | Sous-total            | 54          | 1           | 2                     | 0                     | 56    | 1     |
| 2022-2023             | Royal Charleroi       | Super League          | 9           | 1           | 0                     | 0                     | 9     | 1     |
| Sous-total            | Sous-total            | Sous-total            | 9           | 1           | 0                     | 0                     | 9     | 1     |
| 2023-2024             | O. Marseille          | Division 2            | 1           | 0           | 0                     | 0                     | 1     | 0     |
| Sous-total            | Sous-total            | Sous-total            | 1           | 0           | 0                     | 0                     | 1     | 0     |
| 2024-2025             | RS Berkane            | Division 1            | 22          | 2           | 2                     | 0                     | 24    | 2     |
| Total sur la carrière | Total sur la carrière | Total sur la carrière | 86          | 4           | 4                     | 0                     | 90    | 4     |

### En sélection
Le tableau ci-dessous liste les rencontres de l'équipe du Maroc auxquelles a pris part Rkia Mazrouai :

#### Statistiques par année
| Sélection | Année | Matchs | Buts | Passes |
| --------- | ----- | ------ | ---- | ------ |
| Maroc     | 2022  | 3      | 0    | 0      |
| Maroc     | 2024  | 1      | 0    | 0      |
| Total     | Total | 4      | 0    | 0      |

#### Statistiques par compétition
| Compétition    | Matchs | Titu. | Buts | Passes | Cartons | Cartons |
| Compétition    | Matchs | Titu. | Buts | Passes | Jau.    | Rou.    |
| -------------- | ------ | ----- | ---- | ------ | ------- | ------- |
| Matchs amicaux | 4      | 2     | 0    | 0      | 0       | 0       |
| Total          | 4      | 2     | 0    | 0      | 0       | 0       |

## Palmarès
Olympique de Marseille (1)
- Vainqueur de la Coupe de la Méditerranée 2023-24

 RS Berkane
- Championnat du Maroc :
  - Vice-championne : 2024-25

### Distinctions individuelles
- Lionne belge : 2022[39]